# Schloss Châteauneuf-sur-Cher

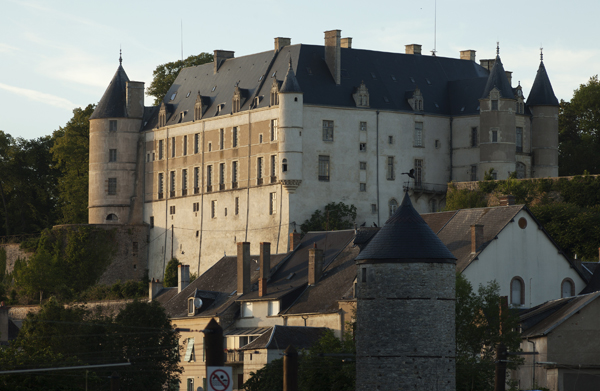
Schloss Châteauneuf-sur-Cher

Das Schloss Châteauneuf-sur-Cher ist ein Schloss in der Gemeinde Châteauneuf-sur-Cher im Département Cher.

## Geschichte
Die erste Burg wurde im 11. Jahrhundert errichtet, um das Tal des Cher zu kontrollieren. Bis zum 16. Jahrhundert gehörte sie den Feudalherren, den Déols-Châteauroux und den Culan(t).
Die Culan(t) hielten Châteauneuf und Saint-Désiré mindestens seit Renoul II. († nach 1253): zunächst in ihrem älteren Zweig bis Aénor/Eléonore, Dame von Culan († 1420) ohne Nachkommen aus ihren beiden Ehen starb. Dann ging Châteauneuf an den jüngeren Zweig der Culan, Herren des Schlosses Saint-Amand, von La Creste, Chaugy/Changy und Dervant/Drevant, ein Zweig, der von Gaucelin de Culan, dem jüngsten Sohn von Renoul IV. in der 1. Hälfte des 14. Jahrhunderts, abstammte; Gaucelin († nach 1353), war mit einer Tochter von Aénor de Sully und Vivien de Barbezieux verheiratet, von der er Guichard und Charles Sire de Dervant hatte; Guichard de Culan-Saint-Amand-La Creste († vor 1413), Ehemann von Isabeau/Isabelle, Tochter von Louis I. de Boussac et de Sainte-Sévère, war Vater von Jean de Culan-La Creste, des Admirals Louis, und von Marie de Culan. Diese heiratete 1395 Hélie III. de Chanac († 1419), einen Großcousin von Galienne de Chanac.
- Admiral Louis de Culan-La Creste (* 1360; † 1444 ohne Nachkommen) erbte 1420 Culan, St-Désiré und Châteauneuf-sur-Cher von Aénor/Eléonore de Culan, seiner Cousine aus der ersten Linie. Sein gesamter Besitz fiel 1444 an seinen Neffen, den Großmeister von Frankreich Charles de Culant († 1460), Sohn seines älteren Bruders Jean de Culan-La Creste und Marguerite de Sully, Tochter von Guillaume de Sully-(Beaujeu), Sire de Saint-Août, de La Chapelotte et de Vouillon. Charles’ Nachkommen behielten Culan bis 1582, doch Châteauneuf ging an einen älteren Zweig über, der von einem anderen Jean de Culan abstammte, dem jüngsten Sohn von Großmeister Charles und Belle-Assez de Sully-(Beaujeu), Dame von Cluis-Dessus, Bouesse und Magnac, einer Großcousine der besagten Marguerite de Sully, abstammte.
- Jean de Culan-Châteauneuf, Saint-Julien (in Saint-Symphorien) und Beauvoir-sur-Arnon heiratete 1480 Anne, die Tochter von Charles I. de Gaucourt, de Bouesse et de Cluis, ihre Kinder waren Claude (ohne Nachkommen) und Bertrand de Culan, die beide Herren von Châteauneuf wurden; François de Vatan sire de Château-Viollet et de Bois-Grenon (er heiratete Pernelle de Chauvigny-Blot, ihre Tochter war Françoise, Ehefrau von Jacques de Chaugy et Durbise); und Isabeau de Culan (sie heiratete Anlezy de Bois-Buard). Bertrand de Culan, Baron de Châteauneuf, wurde am 29. Juli 1529 durch Einwohner von Châteauneuf getötet, die durch einen Prozess, den er gegen sie führte, verzweifelt waren. Er hinterließ von seiner Frau Louise Aubert, Witwe von Jean du Puy de Barmont, die er 1516 geheiratet hatte, einen Sohn, François de Culan, der 1532 im Alter von 14 Jahren Gilberte Girard heiratete, die, da sie mit ihrem Bruder François Girard in eine kriminelle Affäre verwickelt war, am 14. April 1551 vom Vogt der Marschälle von Bourges zur Einziehung ihrer Mitgift und ihres Wittums verurteilt wurde, während ihr Bruder in Abwesenheit auf dem Schafott landete; François de Culan starb um 1565 ohne Nachkommen, nachdem er dem Verkauf seines Erbgutes zustimmen musste.

Im Jahr 1564 wurde die Baronie Châteauneuf daher zusammen mit Beauvoir-sur-Arnon von Claude de L’Aubespine, einem der vier Staatssekretäre des Königs Heinrich II., gekauft. Im Jahr 1569 wurde das Schloss zu Beginn der Hugenottenkriege von Protestanten niedergebrannt. Sein Sohn Guillaume de L’Aubespine, Minister von Heinrich III. und Heinrich IV. und seit 1572 mit Marie de la Châtre de La Maisonfort verheiratet baute das Schloss im Stil der späten Renaissance wieder auf. Die Baronie wurde ihrem Sohn Charles de L’Aubespine gepfändet und Jean-Baptiste Colbert, dem Generalkontrolleur der Finanzen Ludwigs XIV. gegeben.
1715 verkaufte ein Enkel Colberts – Paul-Edouard d’Estouteville de Creully (1686–1756; Sohn von Seignelay) – die Baronie an den Comte de Pontchartrain, den Marineminister, der sie 1739 an Paul-François de Galluccio, Marquis de L’Hôpital-Choisy (aus dem älteren Zweig der Familie de L’Hospital, die Marschälle Nicolas und François gehörten zum jüngeren Zweig), den französischen Botschafter in Sankt Petersburg, abtrat.
Im Jahr 1793 wurde das Schloss als Nationalgut verkauft. Es wurde von Claude Xavier Caroillon des Tillières, einem Reidemeister und Finanzier, erworben. 1845 brachte Jeanne d’Osmond (1827–1899), die Tochter von Rainulphe d’Osmond und Enkelin von Caroillon des Tillières, das Gut als Mitgift in die Ehe mit Herzog Jacquelin de Maillé de La Tour-Landry (1815–1874) ein.
Ihr Sohn Artus (1858–1926) heiratete 1889 Carmen de Wendel (1870–1939), die Tochter von Adrien Charles de Wendel (1847–1903), Mitbesitzer der Aciéries de Lorraine. Das Schloss wurde vollständig restauriert. Während des gesamten 20. Jahrhunderts war es der Wohnsitz der Herzöge von Maillé. Am 8. und 9. September 1944 hielt sich der deutsche General Botho Henning Elster, der die nach ihm benannte Militäreinheit anführte, die sich nach Deutschland zurückziehen wollte, beim Herzog von Maillé (Oberst Gilles de Maillé) auf; er wurde von der Résistance bedrängt und erkannte nach einem gescheiterten Versuch, die Brücke von Decize über die Loire unter seine Kontrolle zu bringen, dass eine Kapitulation unausweichlich war. Der Herzog von Maillé brachte ihn mit Offizieren der Résistance in Verbindung, mit denen die Modalitäten seiner Kapitulation festgelegt wurden, die am 10. in Issoudun unterzeichnet wurde.
Im Jahr 2001 wurde das Schloss an den Immobilienentwickler Yves Collaone verkauft, der es in sechzig Miteigentumslose aufteilt. Die Innenräume wurden abgerissen, um sie in Mietwohnungen umzubauen. Im Jahr 2006 werden die halbfertigen Arbeiten aufgrund fehlender Zahlungen abgebrochen. Plünderung und Vandalismus vervollständigen die Verwüstung des Inneren des Schlosses. Ab 2015 kaufen Claude und Mireille Charrier das Denkmal Los für Los auf und begannen mit der Restaurierung.
Seit dem 19. Februar 1926 ist das Denkmal als historisches Monument eingetragen. Im Juni 2021 wurden alle Gebäudeteile innerhalb der Schlossmauern mit ihren Nebengebäuden, dem Park und dem Gemüsegarten sowie deren Umfassungsmauern, Terrassen, Stützmauern und äußeren Verteidigungstürmen unter Schutz gestellt.

## Beschreibung
Das Schloss steht auf einem Vorsprung, der das Tal des Flusses Cher überragt. Zu seinen Füßen wurde der Hang begradigt, um einen Turnierplatz zu bilden, die wiederum von einem Wall gestützt wurde, der sich von der Stadt aus erhebt. An den anderen Seiten war sie von einem halbkreisförmigen Graben umgeben, dessen Enden sich zum Turnierplatz hin öffneten und sie von einem großen Park im Norden und einem Vorhof, der als Waffenplatz diente, im Süden abschirmten. Auf beiden Seiten führten Brücken über den Graben. Die südliche Brücke, die als einzige erhalten ist, führt vor einem Kastell mit Zwillingstürmen, zwischen denen sich ein hohes, von Streben eingerahmtes Kutschentor öffnet. Auf der rechten Seite des Kastells ist die Mauer abgerundet und weist nur wenige Öffnungen auf: Es handelt sich um die dicke mittelalterliche Kurtine, die im Osten erhalten geblieben ist. Die im 16. Jahrhundert neu errichtete Westfassade, die zum Tal hin rechtwinklig abfällt und stark abgestützt ist, erhebt sich 30 Meter über dem Turnierplatz. Sie ist auf drei Ebenen von Öffnungen durchbrochen, die meisten wurden im 18. Jahrhundert vergrößert, während das Dach noch eine Reihe von Renaissance-Dachgauben mit Zwillingsöffnungen aufweist. Die Nordwestecke wird von einem riesigen Turm eingenommen, der die Basis des ehemaligen Wachturms bildete, auf dem Anfang des 20. Jahrhunderts ein schmalerer Turm errichtet wurde, der die gleiche Höhe wie das gesamte Gebäude hat.
Durch das Châtelet führt ein gewölbter Durchgang in den Innenhof. Dieser bildet ein Quadrat mit einer Seitenlänge von 35 Meter und wird von drei rechtwinklig zueinander stehenden Gebäuden gesäumt. Der vierte, der ihn nach Norden abschloss, wurde im 18. Jahrhundert abgerissen, um den Blick auf den Park freizugeben. Die Fassaden, die auf diesen Hof blicken, weisen eine Ordnung auf, die für die klassische Renaissance charakteristisch ist. Jede ist von sechs Fensteröffnungen durchbrochen, die in regelmäßigen Abständen angeordnet sind. In der Mitte des Mittelteils befindet sich eine rundbogige Veranda, die von Pilastern gesäumt, mit einem griechischen Fries bedeckt und von einem Giebel mit den Initialen des Erbauerehepaars überragt wird. Die beiden fast identischen Seitenfassaden haben auf der unteren Ebene eine Reihe von sechs Rundbögen, die von Bossenwerk eingerahmt werden und sich ursprünglich zu Galerien hin öffneten. Auf der Westseite wechseln sich diese Arkaden mit Wappen ab, die von äußerst feinen Ornamenten umgeben sind. Diese Werke werden der Werkstatt des Bildhauers Germain Pilon zugeschrieben.
Im Inneren sind trotz der Zerstörungen drei Säle mit vergoldeten Holzverkleidungen erhalten geblieben.